# Lee Hoi-chuen
Dans ce nom chinois, le nom de famille, Lee, précède le nom personnel.
Lee Hoi-chuen (en chinois : 李海泉), né le 4 février 1901 à Shunde et mort le 7 février 1965 à Hong Kong, est un chanteur d'opéra et comédien chinois de Hong Kong. C'est aussi le père de Bruce Lee
Chanteur vedette de l'opéra de Canton, c'est lors d'une tournée d'un an aux États-Unis avec la troupe de l'opéra que Bruce Lee vit le jour.
Il a tourné dans plusieurs films hongkongais au cours des années 1950, dont un dans lequel apparaît le jeune Bruce.

## Filmographie
- 1948 : Huang jin shi jie, drame de Wui Ng (Hong Kong)
- 1950 : Xi lu xiang[1], drame de Feng Feng (Hong Kong)
- 1950 : Dong Xiaowan, drame historique de Disheng Tang (Hong Kong)
- 1952 : Gu ling jing guai, comédie de Wui Ng (Hong Kong)
- 1954 : Hou chuang, drame de Pei Chan, Wui Ng et Ji Zhu (Hong Kong) remake d'un film d'Alfred Hitchcock
- 1958 : Huowang fangong shisi nian, comédie musicale de Weiguang Jiang (Hong Kong)

1. ↑  Avec la participation de Bruce Lee